# Bourletiella dreisbachi
Bourletiella dreisbachi är en urinsektsart som först beskrevs av Jerry Allen Snider 1969.  Bourletiella dreisbachi ingår i släktet Bourletiella och familjen Bourletiellidae. Inga underarter finns listade.